# ビタミン
ビタミン（ヴィタミン、ヸタミン; 英語: vitamin）は、生物の生存・生育に微量に必要な栄養素のうち、その生物の体内で十分な量を合成できない炭水化物・タンパク質・脂質以外の有機化合物の総称である（なお栄養素のうち無機物はミネラルである）。
生物種によってビタミンとして働く物質は異なる。たとえばアスコルビン酸はヒトにはビタミン（ビタミンC）だが、多くの生物にはビタミンではない。ヒトのビタミンは13種が認められている。
ビタミンは機能で分類され、物質名ではない。たとえばビタミンAはレチナール、レチノールなどからなる。
ビタミンはほとんどの場合、生体内で十分量合成することができないので、主に食料から摂取される（一部は腸内細菌から供給される）。ビタミンが不足すると、疾病や成長障害が起こりうる（ビタミン欠乏症）。日本では厚生労働省が日本人の食事摂取基準によって各ビタミンの指標を定めており、摂取不足の回避を目的とする3種類の指標と、過剰摂取による健康障害の回避を目的とする指標、および生活習慣病の予防を目的とする指標から構成されている。

## 例
アスコルビン酸（いわゆるビタミンC）は、コラーゲンの生成などの水素運搬体を必要とする多くの代謝経路に必須で、動物の生存に欠かせない生理活性物質である。ほとんどの哺乳類にとって体内で合成されて必要をまかなう物質であり、ビタミンではない。しかしヒトを含む多くの霊長類やモルモットのような一部の哺乳類では、これを合成する代謝経路を持っておらず、体外から食物としての摂取が生存上必須となっており、ビタミンに定義される。
またカロテノイド（いわゆるビタミンA）は、全ての生物の細胞内の代謝経路において重要な役割を果たす。たいていの生物、すなわち古細菌とほとんどの細菌、多くの真核生物（原生生物、植物、菌類）は、自らの代謝経路において合成することでカロテノイドを自給しており、それらにとってはビタミンではない。しかし全ての後生動物はこの代謝経路を喪失しており、他の生物を捕食することによって摂取しなければならず、カロテノイドはビタミンである。

## 機能
ビタミンは生体内において酵素がその活性を発揮するために必要な補酵素として機能するものとそうでないものに大別される。補酵素として生体内で働くものは主にビタミンB群として知られるものである。補酵素として機能しないものはビタミンA、ビタミンC、ビタミンD、ビタミンEおよびビタミンKである。補酵素であるかないかに関わらずビタミンは生体にとって必要不可欠な物質であり、ビタミン欠乏症に陥るとビタミンB群を補酵素として利用する酵素が関与する代謝系の機能不全症状が現れたり、ビタミンAが光を感知する物質の前駆体であるため夜盲症になったりする。

## ビタミンの一覧
ヒトのビタミンの一覧を挙げる。ビタミンは脂溶性ビタミンと水溶性ビタミンに分類される。

### 脂溶性ビタミン
- ビタミンA: レチノール、β－カロテン、α－カロテン、β－クリプトキサンチンなど
- ビタミンD: エルゴカルシフェロール、コレカルシフェロール

- ビタミンE: トコフェロール、トコトリエノール
- ビタミンK: フィロキノン、メナキノンの2つのナフトキノン誘導体

### 水溶性ビタミン
- ビタミンB群
  - ビタミンB1: チアミン
  - ビタミンB2: リボフラビン。ビタミンGともいう。
  - ビタミンB3: ナイアシン。ビタミンPPともいう。
  - ビタミンB5: パントテン酸
  - ビタミンB6: ピリドキサール、ピリドキサミン、ピリドキシン
  - ビタミンB7: ビオチン。ビタミンBw、ビタミンHともいう。
  - ビタミンB9: 葉酸。ビタミンBc、ビタミンMともいう。
  - ビタミンB12: シアノコバラミン、メチルコバラミン、ヒドロキソコバラミン
- ビタミンC: アスコルビン酸

## 発見の歴史
ビタミンは通常の食事を取っていれば必要量が摂取できる。単調な食事や特殊な環境下での生活により、ビタミン不足による障害が発生するが、長い間それは単なる病気と見られていた。
ビタミン発見の発端は、兵士が壊血病や脚気に集団で罹り、当時の軍医らがこれらの病気の撲滅を狙って研究したことから始まる。現在ではこれらの病気はビタミン不足による障害だと知られている。
1734年、J・G・H・クラマーは壊血病に罹るのはほとんど下級の兵卒であり、士官らは罹らないことに気づいた。士官らは頻繁に果物や野菜を食べており、下級の兵卒らは単調な食事であることから、壊血病を防ぐために果物や野菜を取ることを勧めた。また、ジェームズ・リンドは 1747年、イギリス海軍で壊血病患者をいくつかのグループに分け異なる食事を与える実験を行った。その結果、オレンジやレモンの柑橘系果物が壊血病に有効であることを発見した。しかしこれらの発見は黙殺され、結局壊血病は 1797年にイギリス海軍において反乱が起き（スピットヘッドとノアの反乱）、その要求の一つにレモンジュースが入り、それが受け入れられるまでイギリス海軍を悩ませた（ただし、イギリス海軍本部は安価なライムを代用した）。
日本でも日本海軍の水兵に脚気が蔓延し悩まされた。軍医大監だった高木兼寛は、士官は脚気に冒されず、かつ単調な食事をしていないことに気づいた（脚気の原因のタンパク質の不足説と米よりタンパク質を多く含む麦飯優秀説を提唱）。そこで 1884年、白米に大麦を加え、肉やエバミルクを加えるなど食事の中身を若干イギリス風にした。これにより脚気自体はなくなった。しかし、高木はビタミンの存在に気づかず、単にタンパク質が増えたためと考えた。
1896年には、クリスティアーン・エイクマンが滞在先のインドネシアで米ヌカの中に脚気に効く有効成分があると考えた。
物質としてビタミンを初めて抽出、発見したのは鈴木梅太郎であった。彼は1910年、米の糠からオリザニンを抽出し論文を発表した。ところが日本語で発表したため世界に広まらなかった。1911年には、カジミール・フンクがエイクマンにより示唆された米ヌカの有効成分を抽出することに成功した。1912年、彼は自分が抽出した成分の中にアミンの性質があったため、「生命のアミン」と言う意味で "vitamine" と名付けた。このとき発見されたのは、ともにビタミンB1（チアミン）である。
1913年エルマー・ヴァーナー・マッカラムは、バターまたは卵黄の脂肪の中にネズミの成長に不可欠な成分があることを発見し、翌年（1914年）その成分の抽出に成功した。マッカラムの抽出した成分は、フンクが抽出した成分と明らかに異なるため、前者を「油溶性A」、後者を「水溶性B」と名付けた。
1920年ジャック・セシル・ドラモンドが柑橘系果物の中の壊血病を予防する成分の抽出に成功した。「生存に不可欠な微量成分」＝「ビタミン (vitamine)」の名称は、既に日常的に使用されていたが、これら新発見の成分は明らかにアミン (amine) の化合物ではなかった。そこでドラモンドは、ビタミンの発音はそのままで若干スペルを変更すること (vitamin) を提案し、発見した壊血病を予防する成分を「ビタミンC」と命名した。同時に、前段の「油溶性A」および「水溶性B」もそれぞれ「ビタミンA」、「ビタミンB」と命名されることとなった。以降、vitaminの綴りが定着していくことになる。
その後、生命に必要な成分はいくつか見つかり、その都度、正式な化学構造が判明し適切な名前を付けるまでの仮称として、D, E, F, … と順に名付けられた（ビタミン K を除く）。また、ビタミンBに関しては、非常に似た性質を持つグループがあることが分かり、ビタミンB群として、B1, B2, B3, … と順に名付けられた。
さらにその後、ビタミンFなど、いくつかのビタミンは間違いであることや、ビタミンHなど、B群であることが判明し消滅した。その後、各ビタミンの構造が明らかになり、適切な名称が付けられたが、ビタミンB12（シアノコバラミン）やビタミンC（アスコルビン酸）など、ビタミンの方が知名度が高いものもある。また、化学構造の解読が早かったり、解読の結果B群に属することが明らかになった結果、仮称（「ビタミン～」）が一般的でないビタミンも存在する（葉酸（ビタミンMもしくはビタミンB9）、ナイアシン（ビタミンB3）など）。
2003年にはピロロキノリンキノン (PQQ) が半世紀ぶりに新しいビタミンとして発表されたが、その後ビタミンとははっきりとはいえないとされた。
2023年、マルチビタミンのサプリメントと高齢者の認知能力の向上との間に、明確な因果関係があることを示す研究が発表された。

## ビタミン様物質
ビタミンの定義に当てはまらないが、ビタミンと似た作用のある物質をビタミン様物質と呼ぶことがある。
ビタミン様物質のなかには、歴史的には誤ってビタミンと考えられたもの、あるいは定義の変更によりビタミンとされなくなったものも含まれる。

一例:
- 生物から抽出して得られた混合物をそのままビタミンとしたり、他の研究者と独立に命名を行ったりしたために、他のビタミンと重複しているもの（ビタミンB10など）
- 正確な化学構造、化学物質名が不明なもの（パンガミン酸など）
- 体内でも合成されるため必須ではないもの（ヒト以外のある種の生物にとっては必須だが、ヒトには必須でないものを含む）（オロト酸、カルニチンなど）
- 炭水化物・タンパク質・脂質のいずれかに分類されるためビタミンの定義から外れるもの（ビタミンFなど）
- 必要摂取量が多すぎるため通常はビタミンとして扱わないもの（コリンなど）
- 薬理作用はあるが必須ではないもの（塩化メチルメチオニンスルホニウムなど）
- 実際には何の働きもないもの、むしろ害になるもの（アミグダリンなど）

以下には過去に誤ってビタミンと考えられた物質を挙げるが、俗にビタミン様物質と呼ばれているものはこれらに限らず、ビタミン様物質とすら呼ぶべきでない物質や同定できない物質も含まれている。
- ビタミンB4: アデニン
- ビタミンB8: エルガデニル酸（Ergadenylic acid、アデニル酸）
- ビタミンB10: 葉酸はじめ各種ビタミンB群の混合物。ビタミンRともいった。
- ビタミンB11: 葉酸類似化合物。ビタミンSともいった。
- ビタミンB13: オロト酸
- ビタミンB14: 葉酸またはリポ酸などの混合物。
- ビタミンB15: パンガミン酸（ジメチルグリシンやトリメチルグリシンなどの誘導体とされる）
- ビタミンB16: ジメチルグリシン
- ビタミンB17: アミグダリン
- ビタミンBH: イノシトール
- ビタミンBP: コリン
- ビタミンBT: カルニチン
- ビタミンBX: パラアミノ安息香酸（葉酸の部分構造、別名:PABA）
- ビタミンF: リノール酸などの必須脂肪酸
- ビタミンI: 米糠の抽出物。かつてはビタミンB7とも呼ばれた。
- ビタミンJ: カテコール、フラビンまたはコリン
- ビタミンL1: アントラニル酸
- ビタミンL2: アデニルチオメチルペントース
- ビタミンN: チオクト酸（α-リポ酸）
- ビタミンO: カルニチン
- ビタミンP[6]: クエルセチン、ヘスペリジン、ルチン、エリオシトリンなどのフラボノイド
- ビタミンQ: ユビキノン
- ビタミンS: サリチル酸（上記のビタミンB11とは全く別の物質）
- ビタミンT: テゴチン
- ビタミンU: 塩化メチルメチオニンスルホニウム（キャベジンとも呼ばれる）
- ビタミンV: ニコチンアミドアデニンジヌクレオチド

## バイオファクター
ビタミン、ビタミン様物質の他、ポリフェノール、不飽和脂肪酸などの生体機能の調節作用のある化合物の総称として、バイオファクターと呼ぶことがある。
日本ビタミン学会では、カロテノイド、ポリフェノール、不飽和脂肪酸、ユビキノン、ビオプテリン、活性リン脂質、ピロロキノリンキノン、カルニチン、α-リポ酸などをバイオファクターとして挙げている。